# Chlorek bizmutu(III)
Chlorek bizmutu(III) (trichlorek bizmutu), BiCl3 – nieorganiczny związek chemiczny, sól kwasu solnego i bizmutu.

## Właściwości
Chlorek bizmutu jest ciałem stałym barwy białej lub żółtej, bez smaku. Ma właściwości higroskopijne. Łatwo hydrolizuje, dając nierozpuszczalny w wodzie chlorek bizmutylu (BiOCl).
W fazie gazowej jego cząsteczka ma strukturę piramidalną, zgodnie z teorią VSEPR.
Trichlorek bizmutu jest kwasem Lewisa, tworzącym z chlorkami litowców chlorobizmutany, związki kompleksowe o anionach [BiCl4]−, [BiCl5]2− oraz [BiCl6]3−.
Zgodnie z przewidywaniami teoretycznymi VSEPR, anion [BiCl5]2− ma strukturę piramidy kwadratowej, natomiast anion [BiCl6]3− nieoczekiwanie przyjmuje strukturę oktaedru, a także wyjątkowo silnie narusza regułę oktetu.

## Otrzymywanie
Substancję można otrzymać w wyniku roztworzenia bizmutu w wodzie królewskiej lub tlenku bizmutu w kwasie solnym.

## Zastosowanie
Otrzymywanie innych związków bizmutu.

## Toksyczność
Przy kontakcie ze skórą substancja powoduje podrażnienia i poparzenia. Zapalenie skóry, spowodowane kontaktem z chlorkiem bizmutu, objawia się pieczeniem skóry, jej łuszczeniem się, zaczerwienieniem oraz, czasami, występowaniem pęcherzy.
W wypadku kontaktu z oczami wywołuje ich podrażnienie, zaczerwienienie, łzawienie i pieczenie. Może powodować ślepotę.
Jest groźny w przypadku wdychania par. Wdychanie pyłu powoduje podrażnienie przewodu pokarmowego i jelit. Działa drażniąco również na drogi oddechowe, powodując kichanie i kaszel, a nawet poparzenia.
Przy dłuższej ekspozycji może powodować niedrożność płuc oraz ich uszkodzenia, co może prowadzić do śmierci.

## Pierwsza pomoc
W przypadku zanieczyszczenia oczu lub skóry należy przemywać je dużą ilością wody przez około 15 minut. Skórę powinno się posmarować odpowiednim środkiem łagodzącym oparzenia.
Należy również skontaktować się z lekarzem.